# Aline Pellegrino
Aline Pellegrino, född den 6 juli 1982 i São Paulo, Brasilien, är en brasiliansk fotbollsspelare. Vid fotbollsturneringen under OS 2004 i Aten deltog han i det brasilianska lag som tog silver. 